# Scapheremaeus demeteri
Scapheremaeus demeteri är en kvalsterart som beskrevs av Sandór Mahunka 1983. Scapheremaeus demeteri ingår i släktet Scapheremaeus och familjen Cymbaeremaeidae. Inga underarter finns listade i Catalogue of Life.